# 徐现刚
徐现刚（1965年1月—），男，山东泰安人，中国材料学家，山东大学教授，973首席科学家，主要从事半导体材料、纳米材料及其器件应用的研究工作。中华人民共和国教育部首批长江学者特聘教授。

## 生平
1992年获山东大学凝聚态物理博士学位，同年留校工作，1995至2000年，先后留学德国、加拿大和美国。